# بركان 1 (صاروخ)
بركان-1 هو صاروخ بالستي متوسط المدى إدعت حركة أنصار الله اليمنية تطويره محليا عن صاروخ سكود سي ، يصل مداه إلى 800 كم برأس حربي يبلغ وزنه 500 كغ، دخل الخدمة في القوات اليمنية الموالية لجماعة انصار الله في العام 2016.

## مواصفات الصاروخ
- النوع: سكود سي
- المدى: 800 كم
- الطول: 12.5 م
- القطر: 88 سم
- الوزن: 8 طن
- وزن الراس الحربي: 500 كغ

## دخول الخدمة
اعلنت القوة الصاروخية الموالية لجماعة انصار الله (الحوثي) دخول صاروخ بركان 1 الخدمة في سبتمبر 2016، واستخدم فور دخوله الخدمة في قصف مطار الملك خالد الدولي في العاصمة السعودية الرياض، ومطار الملك عبدالعزيز الدولي في مدينة جدة السعودية.

## الدعم الايراني
في العام 2017 اتهمتت سفيرة الولايات المتحدة الامريكية في الامم المتحدة نيكي هالي ايران بتزويد حركة أنصار الله بصواريخ استهدفت السعودية.
وقال مراقبو العقوبات بالأمم المتحدة في تقاريرهم ان بقايا الصواريخ التي تستهدف السعودية من اليمن تتفق مع خصائص وأبعاد الصواريخ الايرانية.
وتتهم الحكومة اليمنية المعترف بها دولياً والتحالف العربي لدعم الشرعية والمملكة العربية السعودية ايران بنقل الصواريخ البالستية وتقنيات انتاجها وتطويرها للحوثيين في اليمن.
في حين تنفي جماعة الحوثي الدعم الايراني بسلاح وتعلن أن جميع صواريخها أُنْتِجَت محلياً من قبل هيئة التصنيع الحربي في الجيش اليمني ووحدة القوة الصاروخية